# 池端清一
池端 清一（いけはた せいいち、1929年〈昭和4年〉8月20日 - 2007年〈平成19年〉2月28日）は、日本の政治家。
国土庁長官（第27代）兼研究・学園都市担当大臣兼土地対策担当大臣兼阪神・淡路復興対策担当大臣（村山改造内閣）、衆議院懲罰委員長、同災害対策特別委員長、衆議院議員（7期）、社会民主党国会対策委員長（初代）などを歴任。

## 来歴・人物
北海道釧路市生まれ。旧制弘前高校を経て、早稲田大学法学部卒業。大学卒業後は北海道日高支庁管内の学校教員に奉職し、北海道教職員組合の書記長も務めた。
1976年、第34回衆議院議員総選挙に日本社会党公認で旧北海道4区から立候補し、初当選。しかし、1979年の第35回衆議院議員総選挙では落選。1980年、ハプニング解散による第36回衆議院議員総選挙で返り咲いた。同年、総理府に設置された北海道開発審議会で委員を務める。
1993年、衆議院災害対策特別委員長に就任。在任中には雲仙普賢岳噴火や北海道南西沖地震が発生した。
1995年、村山改造内閣で国土庁長官兼阪神・淡路復興対策担当大臣に任命され、初入閣した。1996年、日本社会党から党名を変更して結成された社会民主党に参加し、同党国会対策委員長に就任する。しかし、すぐに離党し、旧民主党結党に参加。同年の第41回衆議院議員総選挙には比例北海道ブロック単独で立候補し、7選。なお同じく旧社会党の所属議員であった金田誠一、中沢健次も比例北海道ブロックから旧民主党公認で立候補し、当選。
1999年、衆議院懲罰委員長に就任。同年9月の民主党代表選挙では、横路孝弘の推薦人に名を連ねる。
2000年の第42回衆議院議員総選挙には、急性白血病である妻の看病を理由に立候補せず、政界から引退した。引退後、中選挙区時代のライバルであった鳩山由紀夫の後援会長に就任する。
同年4月の春の叙勲で勲一等に叙され、瑞宝章を受章する。2002年、室蘭市名誉市民に選出される。
2007年2月28日、心筋梗塞のため、死去した。77歳没。妻との死別後は一人暮らしをし、平日に支援者の多い室蘭、週末に札幌市で生活しており、札幌の自宅マンションを訪れた清掃業者が池端の返事がないため管理人から家族に連絡、救急隊員がかけつけるも既に亡くなっていたとされる。死没日付をもって従三位に叙された。

## 政策
- 選択的夫婦別姓制度導入に賛同[7]。

## エピソード
- 北海道出身であるが、中世の豪族禰寝（根占）＝小松氏庶流池端氏の末裔で、本籍は鹿児島県根占町（現南大隅町）に留めたままであった。禰寝氏一族はしばしば「清」を通字に用い、それは禰寝氏本流小松清廉（帯刀）によく示されている。
- 1997年、アイヌ新法制定の実現に尽力した。